# Max Angst
Max Angst (* 3. Juli 1921; † 21. Januar 2002) war ein Schweizer Bobfahrer. 

## Erfolge
Er errang zusammen mit Harry Warburton 1956 im Zweierbob eine Bronzemedaille bei den Olympischen Winterspielen in Cortina d’Ampezzo.
Max Angst war in seiner zehnjährigen Sportlerkarriere fünf Mal Schweizer Meister und gewann im Viererbob die Bronzemedaille bei den Bob-Weltmeisterschaften 1960, wieder in Cortina d’Ampezzo, zusammen mit Hansjörg Hirschbühl, Gottfried Kottmann und René Kuhl.

## Familie
Zusammen mit seinem Bruder Heinrich baute er einen Fleischhandel in der Schweiz und Brasilien auf.